# Nagaragawa Tetsudō
Die Nagaragawa Tetsudō (japanisch 長良川鉄道株式会社, Nagaragawa Tetsudō Kabushiki-gaisha), auch unter der Abkürzung Nagatetsu (長鉄) bekannt, ist eine private japanische Eisenbahngesellschaft mit Sitz in Seki. Sie wurde 1986 gegründet und betreibt seither die Etsumi-nan-Linie in der Präfektur Gifu.

## Strecke und Fahrzeuge

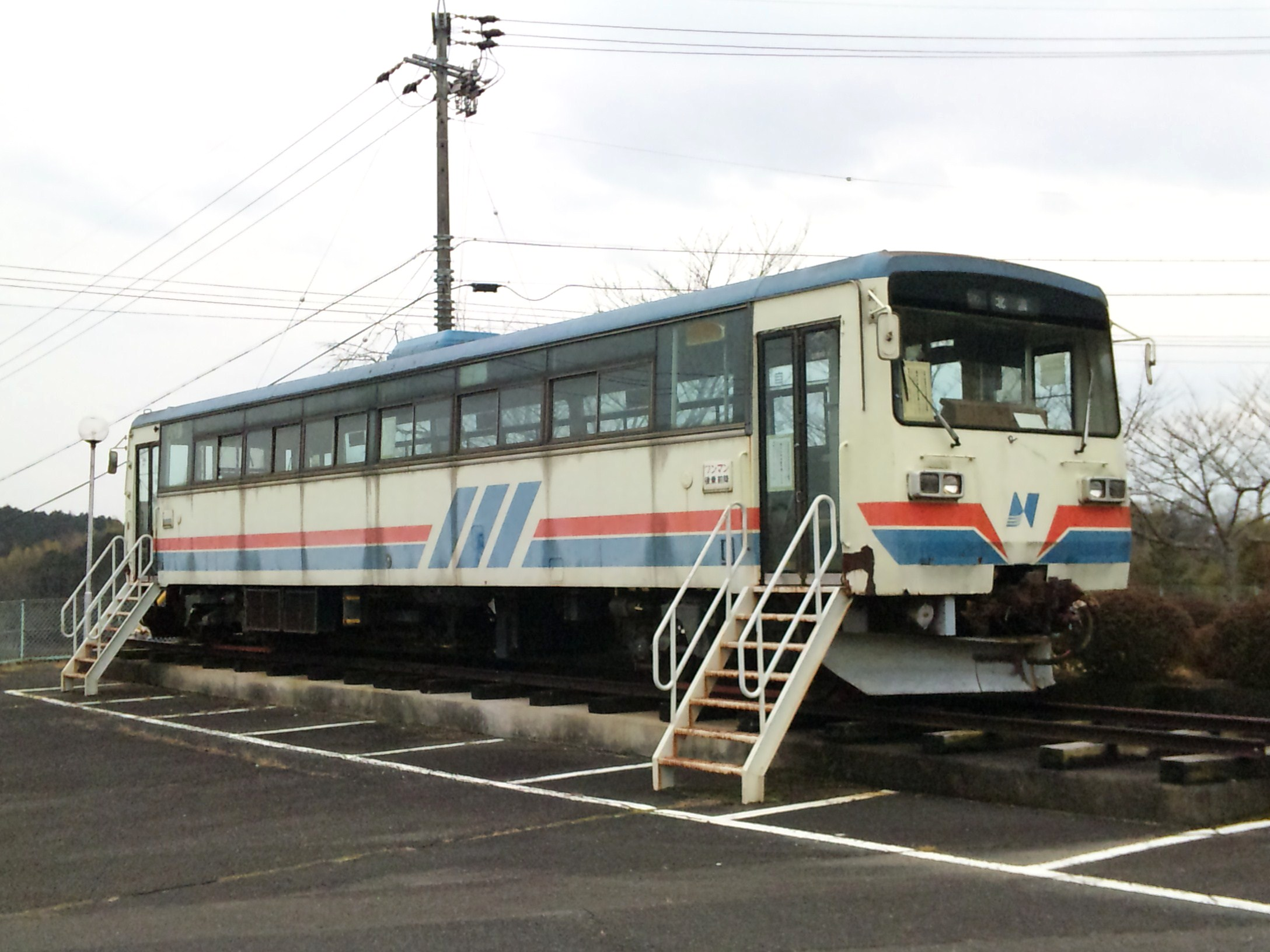
Ausrangierter Schienenbus Typ Nagara 1als Ausstellungsstück

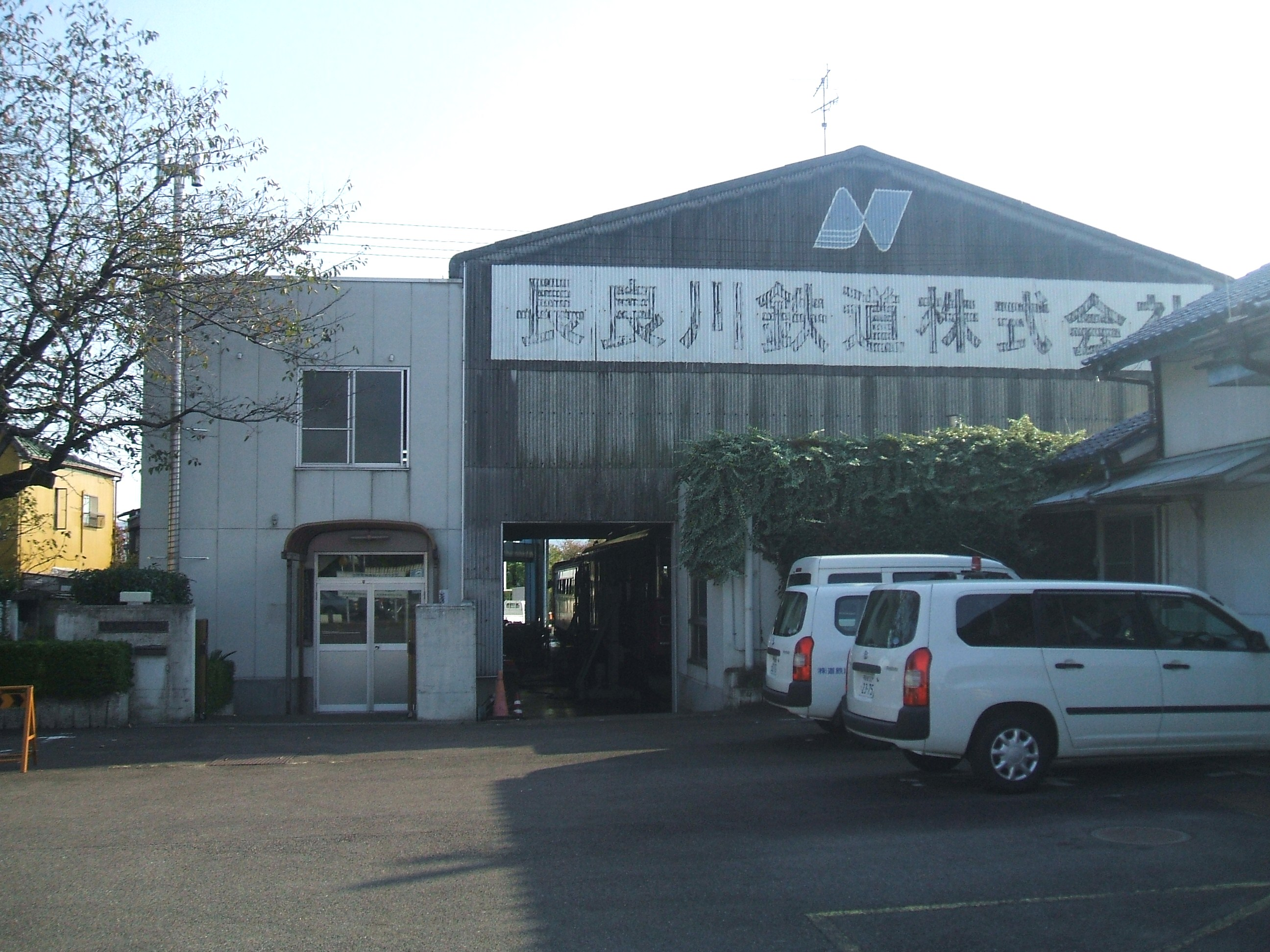
Geschäftssitz der Nagatetsu neben dem Bahnhof Seki

Die einzige von der Nagatetsu betriebene Strecke ist die 72,1 km lange Etsumi-nan-Linie, die durch das Nagara-Tal von Mino-Ōta über Seki und Gujō-Hachiman nach Hokunō führt. In Mino-Ōta besteht ein Übergang zum Streckennetz von JR Central.
Auf der nicht elektrifizierten Strecke setzte die Nagatetsu seit 1996 zwölf Diesel-Schienenbusse des Typs Nagara 1 ein. Sie boten Platz für 96 Personen bei 46 Sitzplätzen. Das Modell basierte auf der Standardserie LE-Car von Fuji Heavy Industries mit einem 230-PS-Dieselmotor. Das letzte Fahrzeug wurde 2014 außer Dienst gestellt. Dazu kam der etwas längere Triebwagen Nagara 201.
Ab 1998 beschaffte die Nagatetsu als Ersatz sieben Fahrzeuge der Serie Nagara 300, ebenfalls von Fuji Heavy Industries. Zugelassen sind sie für 102 Fahrgäste bei 47 Sitzplätzen und Raum für zwei Rollstühle. Sie basieren auf dem etwas kürzeren Modell Akechi 10 (アケチ10形), das vom selben 295-PS-Motor (Nissan Diesel PF6HT03) angetrieben wird. Hierbei handelt es sich um einen alten LKW-Motortyp, der wegen der Grenzwerte schon lange nicht mehr im Straßenverkehr erlaubt ist – für Bahnen gibt es in Japan jedoch keine analogen Vorschriften.
Von 2007 bis 2009 kaufte die Nagatetsu drei neue Züge der 500er-Serie, um die verbliebenen Schienenbusse der ersten Serie zu ersetzen. Sie basieren, inklusive Motor und Getriebe, auf dem 300er-Typ, sind jedoch 50 Zentimeter länger. Hergestellt wurden sie von Niigata Transys. Zwei Wagen der Serie Nagara 300 baute man 2016 mit Hilfe eines Designers für touristische Sonderfahrten um; als dritter folgte 2018 das Fahrzeug 502. Letzteres ist so gestaltet, dass die Tische leicht ausgebaut werden können, um das Fahrzeug zu Spitzenzeiten auch im Normalbetrieb nutzen zu können.

## Aktionäre
Bei der Nagaragawa Tetsudō handelt es sich um eine so genannte „Bahngesellschaft des dritten Sektors“, also um eine Kooperation von öffentlicher Hand und zumeist regional verankerten Unternehmen. Das Aktienkapital von 400 Millionen Yen ist wie folgt aufgeteilt (2018):
- Präfektur Gifu: 27,5 %
- Stadt Gujō: 14,25 %
- Stadt Seki: 5,0 %
- Landwirtschaftliche Genossenschaft Megumi: 4,0 %
- Stadt Minokamo: 3,75 %

## Geschichte
Nachdem die Japanische Staatsbahn im Juni 1984 ihre Absicht bekanntgegeben hatte, die Etsumi-nan-Linie wegen fehlender Rentabilität stillzulegen, regte sich Widerstand dagegen. Verschiedene Gebietskörperschaften in der Region führten Verhandlungen mit dem Verkehrsministerium und der Staatsbahn (die sich im Prozess der Privatisierung befand). Sie konnten erreichen, dass die Strecke an eine Bahngesellschaft des dritten Sektors abgetreten wird. Zu diesem Zweck gründete sich am 28. August 1986 die Nagaragawa Tetsudō, die am 11. Dezember desselben Jahres den Bahnbetrieb aufnahm.